# 帳台
帳台（ちょうだい）とは、平安時代に貴人の座所や寝所として屋内に置かれた調度のこと。御帳台（みちょうだい）、また御帳（みちょう）ともいう。

## 解説

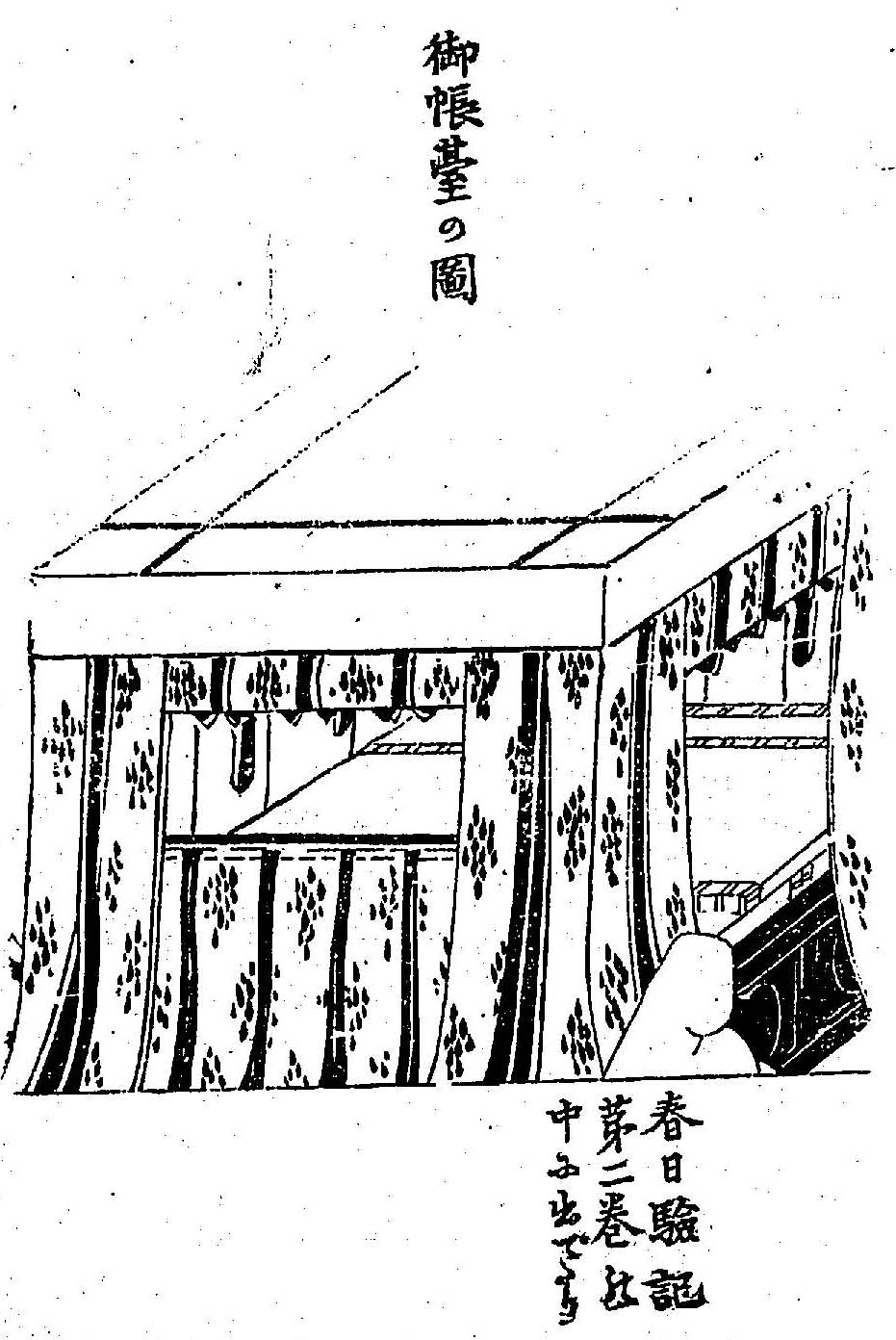
「御帳台の図」　『宮殿調度図解』 (1905年)より。四方や四隅に帳（とばり）を垂らし、天井には明障子を置く。帳台の中には几帳と畳を敷いた浜床が置かれているのが見えるが、柱や鴨居は帳や明障子に隠れて見えない。帳と几帳にある模様は朽木形（くちきがた）と呼ばれる有職文様である。

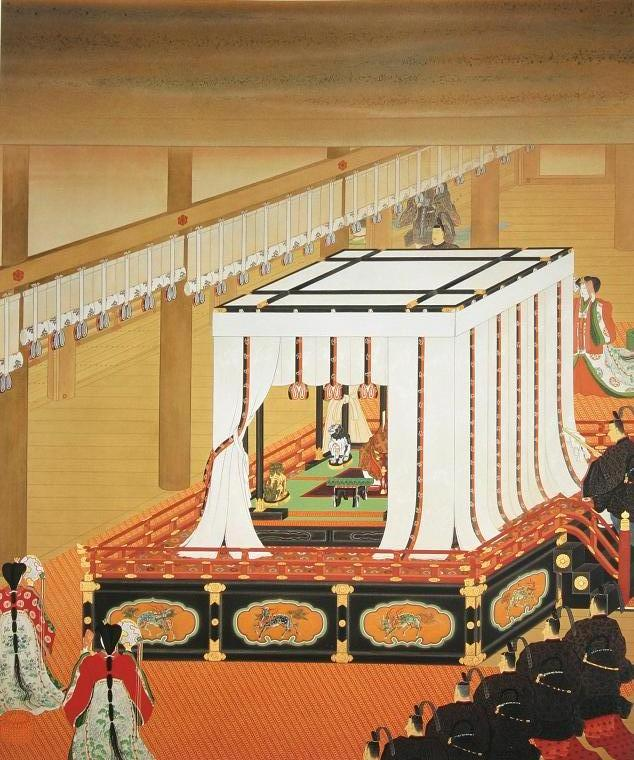
即位礼 猪飼嘯谷筆

帳台の形状は四隅に置いた「土居」（つちい）というＬ字型の台の上に高さ6尺7寸の柱3本、合せて12本の柱を立てると全体の高さは7尺1寸になる。その上の方四辺に「鴨居」（かもい）と呼ばれる横木を渡して各々の柱を繋ぎ、その上に桟を漆塗りとした明障子（あかりしょうじ）を乗せ、四幅（よの）の帳（とばり）を四隅に、五幅（いつの）の帳を四方の中ほどにそれぞれに別に垂らした。その外見は帳を垂らした立方体のような形となる。浜床その他の寸法などは、『類聚雑要抄』巻四に図入りで詳しく記されている。
帳台の内側には東西と南側の三方に3尺の几帳を立てて目隠しにし、几帳を置いた側の帳は3尺ほど巻き上げ、壁代のように内外の紐で結び止め、北と四隅の帳は垂らしたままにしておく。向かって手前側の柱2本には上から1尺ほどの位置に肘金（Ｌ字フック型の金具）を打ち付け、「御角」（みつの）と呼ばれる水難避けの護符を掛ける。これは桑の木で犀角をかたどってさらに波模様を彫り、それに銀の網を掛けたもので、本来は本物の犀の角であったが、それが手に入らなくなったので木を刻んで代用としたものだという。反対側の柱の左右にも同じようにして、八角花形の魔除けの鏡を掛ける。
中央の寝所には、皇后が用いる場合にのみ「浜床」（はまゆか）という9尺四方、高さ1尺の黒塗りの台を置くが、皇后以外は板敷きの上に南北に土敷という繧繝縁の畳2帖を敷く。この上に、まず「表筵」（うわむしろ）を敷き、その上から「竜鬚（りょうびん）の地舗（じしき）」という色とりどりに染めたイグサで織った筵に青い縁を縫った敷物、そして「茵」（しとね）といって畳を芯にした綿入れの四角い座布団のようなものを敷き、沈の枕などの夜具を置く。使用者は南枕に寝る。なお、もし枕辺に太刀を置くならば柄を西に、刃を南に置く定めである。また帳台は就寝の場所としてだけでなく天皇の座所ともされ、内裏においては清涼殿のほかに古くは紫宸殿にも置かれ、その中に倚子（いし : 椅子）を立てたが、この紫宸殿の帳台には几帳を用いなかったという。
天皇･皇后所用の場合は帳台の入口の前に、左に重石の獅子（黄色で口を開いている）、右に狛犬（額に角があり、白で口を閉じている）を置いた。いずれも金銅製で、これらについては神代紀の火須勢理命の故事にちなむとか、狛犬とはじつは麒麟で、金麟金獅子を鎮子とする唐の則天武后の例によるともいうが判然としない。藤井高尚著の『松の落葉』によれば、『江家次第』立后の条に「師子（獅子）形二つ」また「師子形〈御帳の南面左右に立つ〉」とあること、『栄花物語』「布引の滝」の巻で獅子舞のことを「しし狛犬」と称していることにより狛犬も獅子であり、獅子と狛犬との2種ではなく、かつ『遊仙窟』の注に「以玉刻為獅子、安牀頭、避鬼魅、竝得鎮押氈席」（玉を以って刻みて獅子と為し、牀頭を安んじ、鬼魅を避く、竝びに氈席を鎮め押ふるを得）とあることによって、この獅子形は重石の用をなすと同時に鬼魅を避けるまじないとなるものであったろうという。
神社では帳台内部に御霊代（御神体）を奉安し、衾や錦蓋などで覆う例がみられる。白木や漆塗のものが多くあり、その一例として「檜材銅地本鍍金金具付浜床土井柱八角格天井押木幌四条角野脇天井覆一条厚畳八畳龍髭御茵付」。